# Estride Svendsdatter
Estride Svensdatter, também chamada de Astrid e Margarida (c. 985/990 ou 997 — Roskilde, 9 de maio de 1073 ou 1074) foi uma princesa dinarmaquesa por nascimento, além de rainha titular da Dinamarca. Pelo seu casamento com Ulf Thorgilsson, foi mãe do rei Sueno II da Dinamarca, e, portanto, progenitora da Casa de Estridsen que reinou de 1047 a 1412, a qual incluía reis da Dinamarca, Noruega e Suécia, inclusive a rainha Margarida I da Dinamarca, a última governante da dinastia real. Estride foi a avó dos reis dinamarqueses Haroldo III, Canuto IV, Olavo I, Érico I e Nicolau I. 
Ela foi responsável por fundar a primeira igreja de pedra da Dinamarca, que ficou conhecida como a Catedral de Roskilde.

## Família
Estride foi a filha do rei Sueno I da Dinamarca, conhecido como "Barba Birfucada", e de sua primeira esposa, Sigride, a Orgulhosa ou, talvez, de sua segunda esposa, Guhilda de Wenden. 
Os seus avós paternos eram o rei Haroldo I da Dinamarca, conhecido como "Haroldo, o Dente Azul", e Tova dos Obotritas, ou, então, uma mulher chamada Gunilda.
Segundo Snorri Sturluson em sua compilação das sagas nórdicas intitulada Heimskringla, Sigride era filha de do chefe tribal lendário Skoglar Toste. Historicamente, contudo, é possível que Sigride fosse a mesma pessoa que Svietoslava da Polônia, filha do duque Miecislau I da Polónia e da princesa Doubravaca da Boêmia. 
Estride teve dois irmãos: Canuto, o Grande, rei da Dinamarca e Inglaterra, que foi casado com Elgiva de Northampton, no entanto, quando ainda estava casado com Elgiva, contraiu um segundo matrimônio com Ema da Normandia, viúva do rei Etelredo II de Inglaterra e mãe de Eduardo, o Confessor, e, Haroldo II da Dinamarca, sucessor do pai antes de Canuto, porém, não se casou e nem deixou herdeiros. Também teve três irmãs: uma irmã de nome desconhecido, esposa de Vortigerno, com quem teve uma filha, Gunilda, cujo primeiro marido foi Hakon Eiriksson, jarl na Noruega, e o segundo foi o jarl Haroldo Thorkilsen; Santslava; e, Gita, esposa do jarl Érico Hakonsson, que pode ter sido sua meia-irmã.
Além destes, caso a mãe de Estride fosse realmente a Sigride lendária, então, ela também era meia-irmã do rei Olavo da Suécia, Emundo e Holmfrida, esposa de Sven Haakonsson, jarl de Lade, que eram filhos do primeiro casamento de Sigride com Érico VI da Suécia. Após a morte de Érico VI, Sigride se casou com Sueno I.

## Biografia
Após a morte do pai, em 1014, Estride ficou sob a guarda do irmão, Canuto II.
Supostamente, Estride foi casada, brevemente, com um príncipe russo sem nome conhecido (talvez Vsevoldo, príncipe de Vladimir-Volynsk, filho de Vladimir, o Grande, grão-príncipe de Kiev) que morreu após a guerra na Rússia de Kiev depois da morte de Vladimir, em 1015.
Após a ascensão do irmão de Estride ao trono inglês, ele casou-se com a viúva do rei anterior, Ema da Normandia. Com o objetivo de fortalecer os laços com o novo cunhado, Canuto fez um acordo com Ricardo II da Normandia, irmão de Ema, para que a irmã dele se casasse com o filho do duque, Roberto. Porém, não se sabe se os dois se casaram. O cronista Rodolfo Glauber, na sua obra Historiarum libri quinque, relatou que uma irmã sem nome de Canuto casou-se com Roberto, porém, Adão de Bremen relata um casamento de Estride (no qual a chama de Margarida) com Ricardo II, indicando que, após a partida do duque para Jerusalém, ela se casou com Ulf, no entanto, Ricardo nunca viajou para a Terra Santa, mas o seu filho, Roberto, sim. O fato é que Ricardo tinha sido casado com Judite da Bretanha, mãe de Roberto, até a sua morte, em 1017. Outras fontes, contudo, ainda dizem que Estride chegou a se casar com Roberto, mas foi imediatamente repudiada e mandada embora da Normandia, devido a sua suposta falta de beleza. Na realidade, Roberto tornou-se o sucessor do pai como Roberto I da Normandia, e foi pai do primeiro rei normando da Inglaterra, Guilherme, o Conquistador, através de seu relacionamento com Arlete de Falaise.
Canuto, então, arranjou o casamento da irmã com um de seus homens de confiança, Ulf Thorgilsson, jarl da Escânia, o filho de Thorgils Sprakelegg, em 1018. O casal teve quatro filhos, três meninos e uma menina. 
Mesmo após Canuto ter nomeado Ulf como regente da Dinamarca por volta do ano de 1023, algum tipo de conflito parece ter ocorrido entre eles,  pois, no natal de 1026, Ulf foi assassinado sob as ordens de Canuto por um dos huscarls do rei. Segundo a crônica Chronicon Roskildense, o assassinato aconteceu dentro da Catedral de Roskilde ou ainda na fazenda real, de acordo com Gesta Danorum, escrita por Saxão Gramático. Apesar de ter sido relatado que Estrid havia ficado escandalizada com o acontecimento e exigido veregildo, uma forma de compensação pela perda usada na época, é possível que o assassinato tenha ocorrido com o consentimento dela. Ela não perdeu a confiança do irmão, e ganhou grandes terras dele, na Escânia e na Zelândia.
A princesa deu uma educação religiosa ao filho, Sueno, a qual na época equivalia a uma educação eclesiástica internacional, algo que foi notado como positivo sobre o futuro rei pelo Papa Gregório VII. Estride fez doações à igreja, e fundou o que foi, provavelmente, a primeira igreja feita de pedra na Dinamarca, que ficou conhecida como a Catedral de Roskilde, o local do assassinato do marido. Ela também apoiou a luta por dominância do filho pela Dinamarca.
Em 1047, graças a sua ascendência materna, Sueno tornou-se o novo rei da Dinamarca, e assim ficou conhecido como Sueno Estridssen, sendo Estridssen um matronímico, que significa 'filho de Estride', diferente do patronímico que dava destaque ao nome do pai, o qual compunha a maior parte dos nomes de pessoas da Era Viking. Estride, por sua vez, recebeu o título honorífico de rainha (não rainha mãe), a mesma variação do título geralmente reservado para a consorte do rei, e assim tornou-se conhecida como "Rainha Estride", apesar do fato de que não era uma monarca soberana ou a esposa de um monarca soberano. 
A ideia de que ao filho dela, Sueno, pode ter sido oferecida a coroa inglesa como sucessor de Eduardo, o Confessor, não é aceita. A irmã de Ulf era Gytha Thorkelsdóttir, esposa de Goduíno, Conde de Wessex, o que deixava a família dela no campo de relações anglo-escandinavas.
A rainha provavelmente morreu em 1073 ou 1074, talvez no dia 9 de maio, e o seu funeral foi oficiado pelo bispo Guilherme de Roskilde, Ela teria 75 anos quando morreu.

## Sepultamento
Acreditava-se que Estride estava enterrada no lado noroeste da Catedral de Roskilde, porém, um teste de DNA feito no século XXI revelou que a ossada ali enterrada pertencia a uma mulher que tinha menos de 35 na época de sua morte, o que não corresponde à Estride, que teria pelo menos mais de 70 anos ao falecer. A nova teoria é de que a placa na catedral refere-se à Margarida Hasbjörnsdatter, também conhecida como Estride, que era a consorte de Haroldo III da Dinamarca, neto da rainha.

## Descendência
- Sueno II da Dinamarca (1019 – 28 de abril de 1076), foi criado jarl em 1042 pelo rei Magno II da Noruega, conhecido como "Magno, o Bom". Sueno reivindicou o trono dinamarquês após a morte do primo, Canuto III, porém, o rei norueguês também reivindicava o mesmo trono, baseando-se num suposto acordo que teria feito com Canuto III antes de sua morte. Magno invadiu a Dinamarca, e conseguiu dominar a maior parte do país até o final de 1046. Contudo, ele acabou falecendo durante uma campanha contra Sueno, em 1047, que o sucedeu no trono. Foi casado três vezes; primeiro com a princesa Guida da Suécia, filha do rei Anundo Jacó da Suécia, com quem teve um filho, Sueno, depois, teria sido casado com Gunilda Sveinsdóttir, porém, devido a uma confusão de fontes, ela pode ser a mesma pessoa que Guida, segundo Saxão Gramático,[15] que também foi considerada como esposa de Anundo Jacó, portanto, essa Gunilda seria na verdade mãe de Guida, a esposa de Sueno II, ou, ainda, a sua madrasta. A terceira esposa foi Tora, provavelmente, de acordo com Adão de Bremen, a mulher identificada como Tora Torbergsdatter nas fontes históricas, que também teria sido esposa ou amante de Haroldo III da Noruega,[15] com quem dois teve filhos. Tora teria envenenado Guida/Gunilda, segundo Bremen. Sueno teve uma grande quantidade de filhos, incluindo os reis Haroldo III, Canuto IV, Olavo I, Érico I e Nicolau I, além da consorte de Olavo III da Noruega, Ingrid. Margarida I da Dinamarca, a fundadora da União de Kalmar é descendente de Sueno II através de Érico I;
- Bjorn Ulfsen (m. 1049),[16] foi criado jarl na Mércia Oriental por Eduardo, o Confessor, em 1045. O rei inglês lhe deu parte do condado do primo de Bjorn, Sueno, filho de Goduíno, Conde de Wessex, após Sueno ter sido considerado um fora da lei pois tentar seduzir Elgiva, abadessa de Leominster. Bjorn foi morto a bordo do navio do primo, em Dartmouth;
- Absjorn Ulfsen (m. 1086),[16] como não é nomeado por Adão de Bremen ao lado de seus irmãos em que aparece o nome de Estride como mãe dos outros, é possível que sua mãe não fosse Estride, e sim, uma concubina de Ulf. Ele vivia na Inglaterra, assim como os irmãos, mas era jarl na Dinamarca. Segundo o monge inglês Florêncio de Worcester, "os filhos de Sueno, rei dos dinamarqueses, Haroldo, Canuto, e seu tio, o conde Absjorn, e o conde Turquilo" velejaram da Dinamarca em 1069, e ancoraram na "foz do rio Humber", no Norte da Inglaterra. Orderico Vital documenta que "Sueno, rei dos dinamarqueses" enviou uma frota liderada por "seus dois filhos, e Absjorn, seu irmão" para atacar a Inglatera, em 1069. Foi casado com uma mulher de nome desconhecido, com quem teve uma filha, Margarida Asbjørnsdatter, esposa de Haroldo III da Dinamarca, seu primo;
- Filha de nome desconhecido, que teve um filho, Asmundo. O historiador islandês Snorri Sturluson apenas registra que Asmundo era o filho da irmã do rei Sueno II, além de filho adotivo do rei, ao relatar que ele foi assassinado. Já o manuscrito Morkinskinna alega que o pai dele era Bjorn Ulfsen.[16]